# Vụ bắt cóc Schirmer
Vụ bắt cóc Schirmer là trường hợp viên trung sĩ cảnh sát Herbert Schirmer bị người ngoài hành tinh bắt cóc vào ngày 3 tháng 12 năm 1967, khi đang tuần tra trên đường ở Ashland, Nebraska nước Mỹ. Đây là một trong những trường hợp UFO bắt cóc được Ủy ban Condon tiến hành điều tra. Ngay sau khi vụ việc xảy ra, Schirmer liền bay đến Boulder, Colorado và đồng ý để tiến sĩ tâm lý học Ronald Sprinkle của Đại học Wyoming kiểm tra bằng phương pháp thôi miên vào ngày 13 tháng 2 năm 1968.
Trong trạng thái thôi miên, Schirmer kể lại chính mắt mình đã nhìn thấy một vật thể lạ màu trắng, mờ ảo hiện ra từ thứ mà lúc đầu ông đã nhầm với một chiếc xe tải do nó có đèn đỏ nhấp nháy. Vật thể lạ màu trắng này giao tiếp với ông bằng thần giao cách cảm đồng thời còn ngăn ông rút khẩu súng lục của mình ra hòng tự vệ. Schirmer mô tả khi đang thôi miên rằng những sinh vật trong chiếc phi thuyền này trông hơi giống dạng người bò sát, mặc một bộ đồ nào đó có biểu tượng rắn có cánh, thái độ rất thân thiện và nói rằng họ đến từ một thiên hà gần đó và có căn cứ trên hành tinh Sao Kim, riêng năng lượng vận hành phi thuyền thì lấy từ các đường dây điện dưới mặt đất.
Kết luận của Ủy ban Condon là "việc đánh giá các bài kiểm tra tâm lý, thiếu bất kỳ bằng chứng nào cũng như các cuộc phỏng vấn với viên cảnh sát, khiến các thành viên trong dự án đều tin rằng trải nghiệm này là không có thật". Tuy nhiên, Ronald Sprinkle tin tưởng những gì Schirmer nói và nhận xét viên cảnh sát không cố ý bịa đặt câu chuyện. Người ta tin rằng các sự kiện theo như lời mô tả của Schirmer trên thực tế là kết quả của hiện tượng bóng đè. Khi Sprinkle hỏi Schirmer liệu người ngoài hành tinh đã tiến hành kiểm tra thân thể chưa, viên cảnh sát xác nhận rằng họ đã thăm dò cả người ông qua đường hậu môn. Sau khi nội soi toàn bộ, các bác sĩ kết luận họ không tìm thấy bằng chứng nào cả. Một nghiên cứu thứ hai cũng không tìm thấy bất kỳ bằng chứng đáng tin cậy nào về vụ việc.
Vụ bắt cóc này từng được mô tả trong cuốn sách Gods Demons and Space Chariots do Eric Norman chấp bút.